# Какан (език)
Какан (също известен и като калчаки и диагита) е изчезнал индиански език, на който говорели племената диагита и калчаки, обитаващи северните райони на Аржентина и Чили. Езикът изчезнал в края на ХVІІ — началото на ХVІІІ век. Предполага се, че езикът е документиран от йезуита Алонсо де Барсена, но неговият ръкопис е изгубен. Генетичната принадлежност на какан остава неясна.